# 958 Asplinda
958 Asplinda è un asteroide della fascia principale esterna, con un diametro medio di circa 47,08 km. Scoperto nel 1921, presenta un'orbita caratterizzata da un semiasse maggiore pari a 3,9824967 UA e da un'eccentricità di 0,1849663, inclinata di 5,63405° rispetto all'eclittica.
Il suo nome è in onore dell'astronomo svedese Bror Ansgar Asplind.
Fa parte del gruppo dinamico di asteroidi Hilda, che si trova in risonanza 2:3 col pianeta Giove.